# Klebark Mały
Klebark Mały (deutsch Klein Kleeberg) ist ein Ort in der polnischen Woiwodschaft Ermland-Masuren. Er gehört zur Gmina Purda (Landgemeinde Groß Purden) im Powiat Olsztyński (Kreis Allenstein).

## Geographische Lage
Klebark Mały liegt nordwestlich des Groß Kleeberger Sees (polnisch Jezioro Klebarskie) im Westen der Woiwodschaft Ermland-Masuren, sechs Kilometer östlich der Kreis- und Woiwodschaftshauptstadt Olsztyn (deutsch Allenstein).

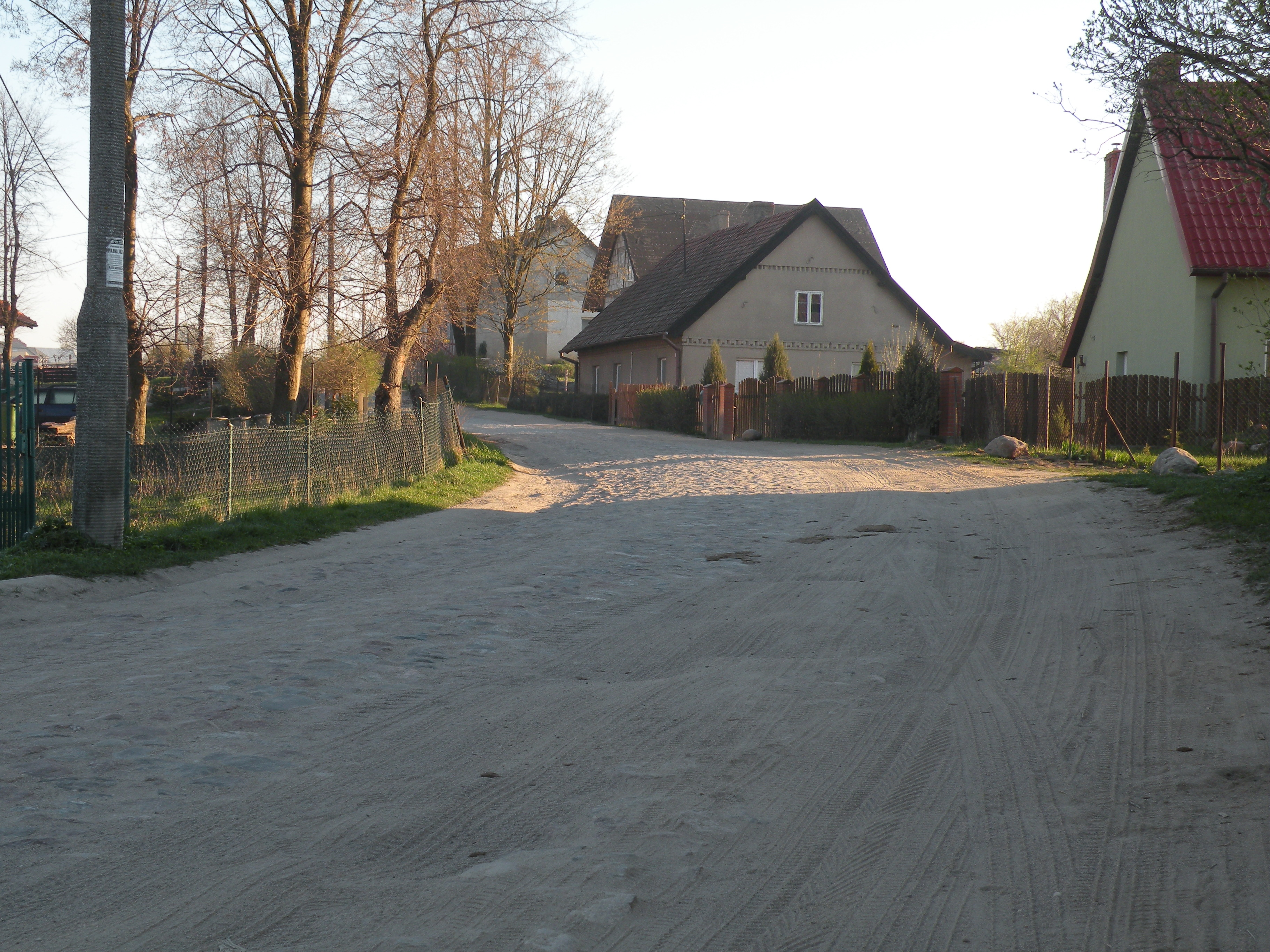
Dorfstraße in Klebark Mały

## Geschichte
Das Dorf Klein Kleeberg, vor 1785 Neu Kleeberg genannt, wurde 1587 durch Abtrennung von Groß Kleeberg (damals Alt Kleeberg) gegründet. Als Landgemeinde wurde das Dorf im Jahre 1874 in den Amtsbezirk Kleeberg (polnisch Klebark Wielki) im ostpreußischen Kreis Allenstein aufgenommen. Im Jahre 1910 zählte das Dorf 327 Einwohner.
Am 30. September 1928 vergrößerte sich die Landgemeinde Klein Kleeberg um den benachbarten Gutsbezirk Elisenhof (polnisch Ostrzeszewo), der eingemeindet wurde. Die Einwohnerzahl der auf diese Weise veränderten Landgemeinde belief sich 1933 auf 541 und 1939 auf 593.
Im Jahre 1945 kam in Kriegsfolge das gesamte südliche Ostpreußen zu Polen. Klein Kleeberg erhielt die polnische Namensform „Kleeberg Mały“ und ist heute eine Ortschaft innerhalb der Landgemeinde Purda (Groß Purden) im Powiat Olsztyński (Kreis Allenstein), von 1975 bis 1998 der Woiwodschaft Olsztyn, seither der Woiwodschaft Ermland-Masuren zugehörig.

## Kirche

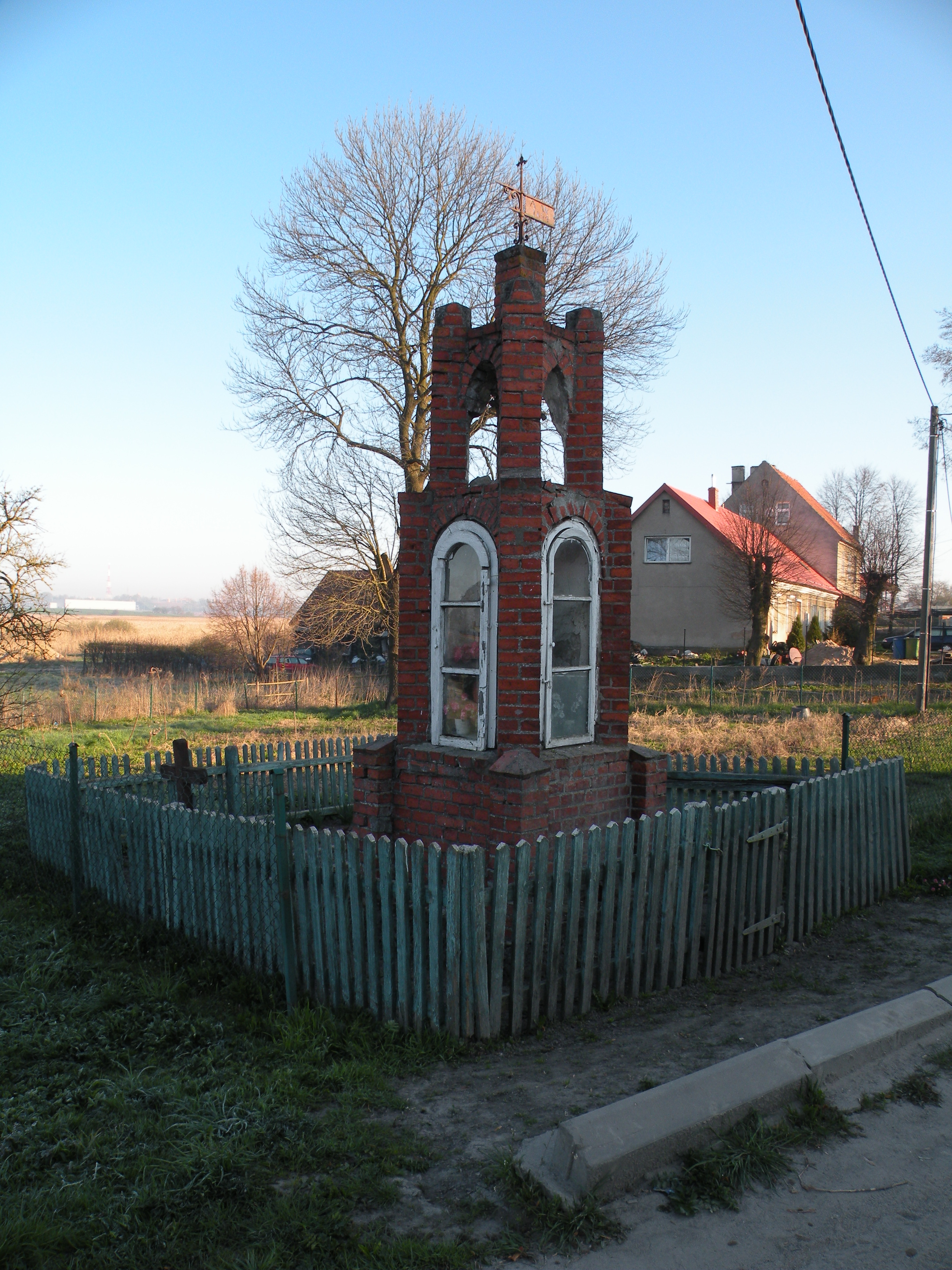
Bildstock in Klebark Mały

Bis 1945 war Klein Kleeberg in die evangelische Kirche Allenstein in der Kirchenprovinz Ostpreußen der Kirche der Altpreußischen Union eingepfarrt, zu der – nun „Christus-Erlöser-Kirche“ genannt und der Diözese Masuren der Evangelisch-Augsburgischen Kirche in Polen zugeordnet – Klebark Mały auch heute gehört.
Seitens der römisch-katholischen Kirche war Klein Kleeberg vor 1945 in die Pfarrei in Groß Kleeberg (polnisch Klebark Wielki) im damaligen Bistum Ermland eingegliedert. Sie ist auch heute  die Pfarrei für Klebark Mały, freilich jetzt dem Erzbistum Ermland zugehörig.

## Verkehr
Klebark Mały liegt an einer Nebenstraße, die von der Stadt Olsztyn (Allenstein)  über Klebark Wielki (Groß Kleeberg) und Patryki (Patricken) bis nach Podlazy (Podlassen, 1938 bis 1945 Klausenhof) verläuft.
Eine Anbindung an den Bahnverkehr besteht nicht.